# Micha Meinderts
Micha Meinderts (Gouda, 7 september 1981) is een Nederlands romanschrijver.

## Carrière
Meinderts is in het verleden vertaler geweest van buitenlandse publicaties, waaronder zowel teksten en handleidingen van videogames en kinderboeken als Waar is Elmer?, Elmers Nieuwe Vriendje en Dribbel op jacht naar de schat. Daarnaast redigeerde hij veelal manuscripten van andere schrijvers.
Meinderts debuteerde in 2008 met Cadans, het eerste deel van een trilogie over de homoseksuele hoofdpersoon Arthur Hartman. De vervolgen Dubbel Leven en Oog om Oog verschenen in 2010 en 2011. In 2016 publiceerde Meinderts het grotendeels autobiografische Aldus Sybren. In 2018 werkte Meinderts mee aan Schaduwreis, een zogeheten 'koepelroman' die werd geschreven door een schrijverscollectief van dertien auteurs. In 2023 verscheen Dunk, waarin aseksualiteit een rol speelt. 

## Persoonlijk
Meinderts werd geboren in Gouda en trouwde met een Amerikaanse man, met wie hij in 2006 ook naar Amerika verhuisde. In 2014 besloot Meinderts een geslachtsverandering te ondergaan, strandde zijn huwelijk en keerde hij terug naar Nederland.
Meinderts is bewonderaar van griezelboekenschrijver Paul van Loon.
- Gemeinsame Normdatei: 1192804945
- International Standard Name Identifier: 0000 0003 8824 6381
- Nederlandse Thesaurus van Auteursnamen: 314994904
- Virtual International Authority File: 281413359
- WorldCat: E39PBJf8yQRbJFkmgVxCvYPxXd